# あきしま相互病院
あきしま相互病院（あきしまそうごびょういん）は、社会医療法人社団健生会が東京都昭島市もくせいの杜に設置する病院。

## 概要
慢性期型病院であり、110床の医療保険適用療養病床を備える。主に次の患者が入院対象となり(現在、他の病院に入院中で病状が安定した患者,在宅での療養が難しくなってきた患者,在宅療養中の短期間の入院の患者)、急性期医療を要するの患者の入院は原則対象とならない。
全日本民主医療機関連合会(民医連)に加盟している。

## 沿革
- 1962年10月 - 昭島診療所開設（8床）
- 1976年04月 - 昭島相互病院開設（28床）→最終的には42床に
- 1997年12月 - 昭島相互病院附属診療所開設
- 2003年09月 - あきしま相互病院（102床）開設  （旧立川第一相互病院60床＋旧昭島相互病院42床を病床転換）
- 2014年04月 - 訪問診療開始

## 診療科
- 内科
- リハビリテーション科

## 医療機関の認定
- 保険医療機関[1]
- 生活保護法指定医療機関[1]
- 在宅療養支援病院[1]
- 身体障害者福祉法指定医の配置されている医療機関[1]
- 難病の患者に対する医療等に関する法律に基づく指定医の配置されている医療機関[1]

## 差額ベッド代について
病院の理念により、差額ベッド料（個室料）を徴収していない。

## 交通アクセス
- JR中央本線・青梅線・南武線「立川駅」北口バスターミナルから
  - 「大山団地折り返し場行」乗車「大山団地折り返し場」停留所より徒歩5分
  - 「東中神駅北行」乗車「西武蔵野」停留所より徒歩1分

- JR青梅線「東中神駅」より車で5分・徒歩20分

## 関連施設
- 立川相互病院 - 立川市緑町
- 健生会ふれあい相互病院 - 立川市錦町

## 周辺
- 東日本成人矯正医療センター
- たいらや 中神店
- 国営昭和記念公園